# Klára Fried-Bánfalvi
Klára Fried-Bánfalvi (geboren am 9. Mai 1931 in Budapest; gestorben am 15. Juli 2009 in Wien) war eine ungarische Kanutin.
Von 1947 bis 1963 gewann Klára Fried-Bánfalvi 36 ungarische Meistertitel im Kanu. Sie begann ihre Karriere bei Elektromos, 1952 startete sie für Honved Budapest, ab 1953 war sie bei Vörös Lobogó und ab 1958 startete sie für Újpesti TE.
Bei den Olympischen Spielen 1948 in London stand für Kanutinnen nur die 500-Meter-Strecke im Einer-Kajak auf dem Programm. Klára Bánfalvi konnte sich als Vierte ihres Vorlaufs nur knapp für das Finale qualifizieren. Im Finale erreichten die vier Kanutinnen aus ihrem Vorlauf die ersten vier Plätze. Bánfalvi belegte den vierten Platz mit 0,9 Sekunden Rückstand auf die Drittplatzierte Österreicherin Fritzi Schwingl.
Ihren größten Erfolg erreichte Klára Bánfalvi bei den Weltmeisterschaften 1954 in Mâcon. Im Zweier-Kajak über 500 Meter siegte sie zusammen mit Hilda Pinter vor dem zweiten ungarischen Boot mit Valeria Lieszkowsky und Vilma Egresi. Eine weitere Medaille gewann Klára Bánfalvi bei den Europameisterschaften 1959 in Duisburg, als sie im Einer den dritten Platz hinter Jelisaweta Kislowa und Antonina Seredina (beide Sowjetunion) belegte.
Bei den Olympischen Spielen 1960 in Rom trat sie als Klára Fried an und startete sowohl im Einer als auch im Zweier. Im Einer qualifizierte sie sich als Dritte ihres Vorlaufs und als Zweite ihres Halbfinales für das Finale. Im Zweier startete sie mit Vilma Egresi und qualifizierte sich als Vorlaufdritte direkt für das Finale. Am Finaltag belegte sie zuerst im Einer den fünften Platz mit dreieinhalb Sekunden Rückstand auf die drittplatzierte Polin Daniela Walkowiak. Anderthalb Stunden nach dem Einerfinale siegte im Zweier das Boot aus der Sowjetunion vor dem deutschen Boot. Mit anderthalb Sekunden Rückstand auf die Deutschen gewannen Fried und Egresi Bronze mit 0,8 Sekunden Vorsprung vor den Polinnen.